# St. Marien (Velbert)

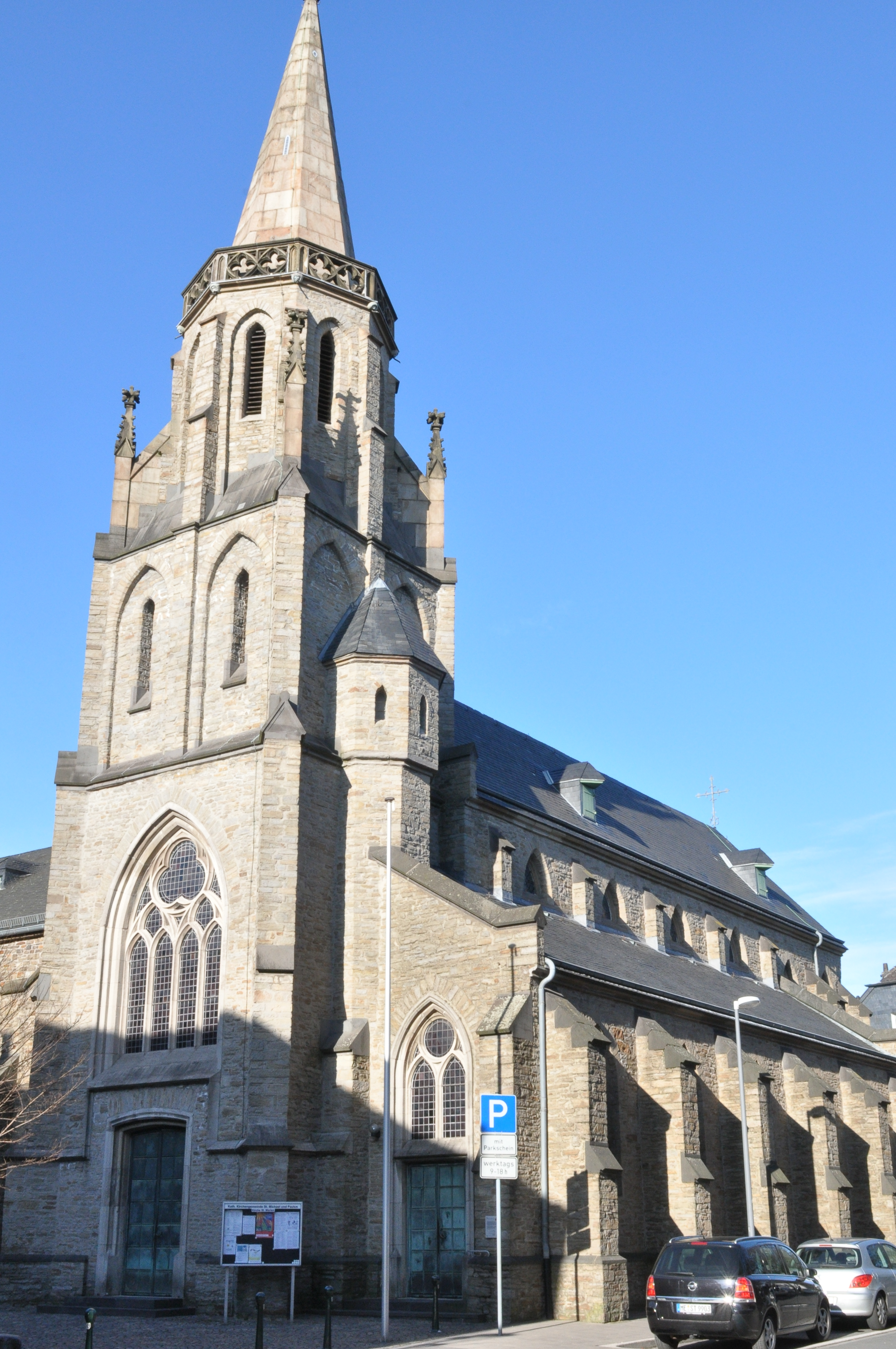
St. Marien in Velbert

Die Kirche St. Marien ist die römisch-katholische Pfarrkirche von Velbert. Sie gehört zur Pfarrei St. Michael und Paulus Velbert im Kreisdekanat Mettmann im Erzbistum Köln.

## Geschichte
1816 wurde in Velbert eine katholische Kapelle gebaut, die ab 1838 einen eigenen Geistlichen hatte und ab 1845 einen Pfarrer. Da sie zu klein war, wurde von 1855 bis 1858 (Turm 1860, Einweihung 1863) nach Plänen des Architekten Vincenz Statz eine dreischiffige neugotische Kirche aus Sandstein-Mauerwerk mit reich gegliedertem Chor und charakteristischem steinernen Turmhelm gebaut. Diese wurde 1938 dergestalt erweitert, dass statt des nördlichen Seitenschiffs im rechten Winkel zum alten Schiff ein großer Saalbau mit rundem Chor angefügt wurde. Die Kirche steht an der Ecke Mittelstraße / Kolpingstraße.

## Ausstattung
Die Kreuzigungsgruppe stammt von dem Bildhauer Wilhelm Tophinke. Bildfenster im Seitengang haben u. a. folgende Motive: Muttergottes, Auferstehung, Christophorus, Monika, Ludger und Ida. Sie wurden 1941 von Anton Wendling entworfen und 1946/1948 ausgeführt.

## Pfarrer (Auswahl)
- 1845–1858: Christian Fischer
- 1918–1955: Peter Urfey († 1959)
- 1956–1972: Paul Bormacher († 1981)
- 1972–1980: Klaus Brüssermann
- 1981–?: W. Ludger Stockhausen